# Roland Lohkamp
Roland Lohkamp (n. 10 iunie 1944, Mömbris, Bavaria, Reich-ul German) este un diplomat german. În perioada 2006-2009 a fost ambasadorul Republicii Federale Germania în Luxemburg. Din septembrie 2006 până în august 2009 a fost ambasadorul Republicii Federale Germania în România.